# August Eckschlager
August Eckschlager, magyarosan: Eckschlager Ágoston (18. század – 19. század) magyarországi német író és költő.

## Művei
- Prolog zur Eröffnung des Theaters in Pressburg 1813, Baden
- Cäsar in Teutschland Baden, 1814
- Ungarn. Geschrieben am Krönungstage Ihrer Majestät der Königin Carolina Augusta als Königin von Ungarn am 25. September 1825, Pressburg